# Ali Sheykh
Ali Sheykh (persiska: علی شیخ) är en ort i Iran. Den ligger i provinsen Västazarbaijan, i den nordvästra delen av landet, 700 km nordväst om huvudstaden Teheran. Ali Sheykh ligger 1 686 meter över havet och antalet invånare är 210.
Terrängen runt Ali Sheykh är huvudsakligen kuperad, men söderut är den bergig. Ali Sheykh ligger nere i en dal. Runt Ali Sheykh är det ganska tätbefolkat, med 75 invånare per kvadratkilometer. Närmaste större samhälle är Kāpūt, 10,7 km väster om Ali Sheykh. Trakten runt Ali Sheykh består i huvudsak av gräsmarker.